# Louis de Buade de Frontenac
Louis de Bouade, Conte di Frontenac e di Palluau (Saint-Germain-en-Laye, 12 maggio 1622 – Québec, 28 novembre 1698), fu un conte francese che compì svariate imprese nella Nuova Francia della quale divenne anche governatore.
La famiglia di Louis de Bouade era originaria del sud-ovest della Francia. Il nonno e il padre erano governatori del castello di Saint-Germain-en-Laye.

## Biografia
A 17 anni entrò nell'esercito francese, partecipando a diverse battaglie della Guerra dei Trent'anni. Nel 1646 venne ferito al braccio destro; di questa ferita non guarì più. Nel 1648 sposò la giovane e bella Anne de la Grange-Trianon, ereditiera di una ricca fortuna, ma quando il padre della sposa venne a conoscenza delle nozze, contrario all'unione, la diseredò. Nel 1651 Anne diede alla nascita a François-Louis, ma il matrimonio si sfaldò subito dopo per la forte diversità di carattere dei coniugi.

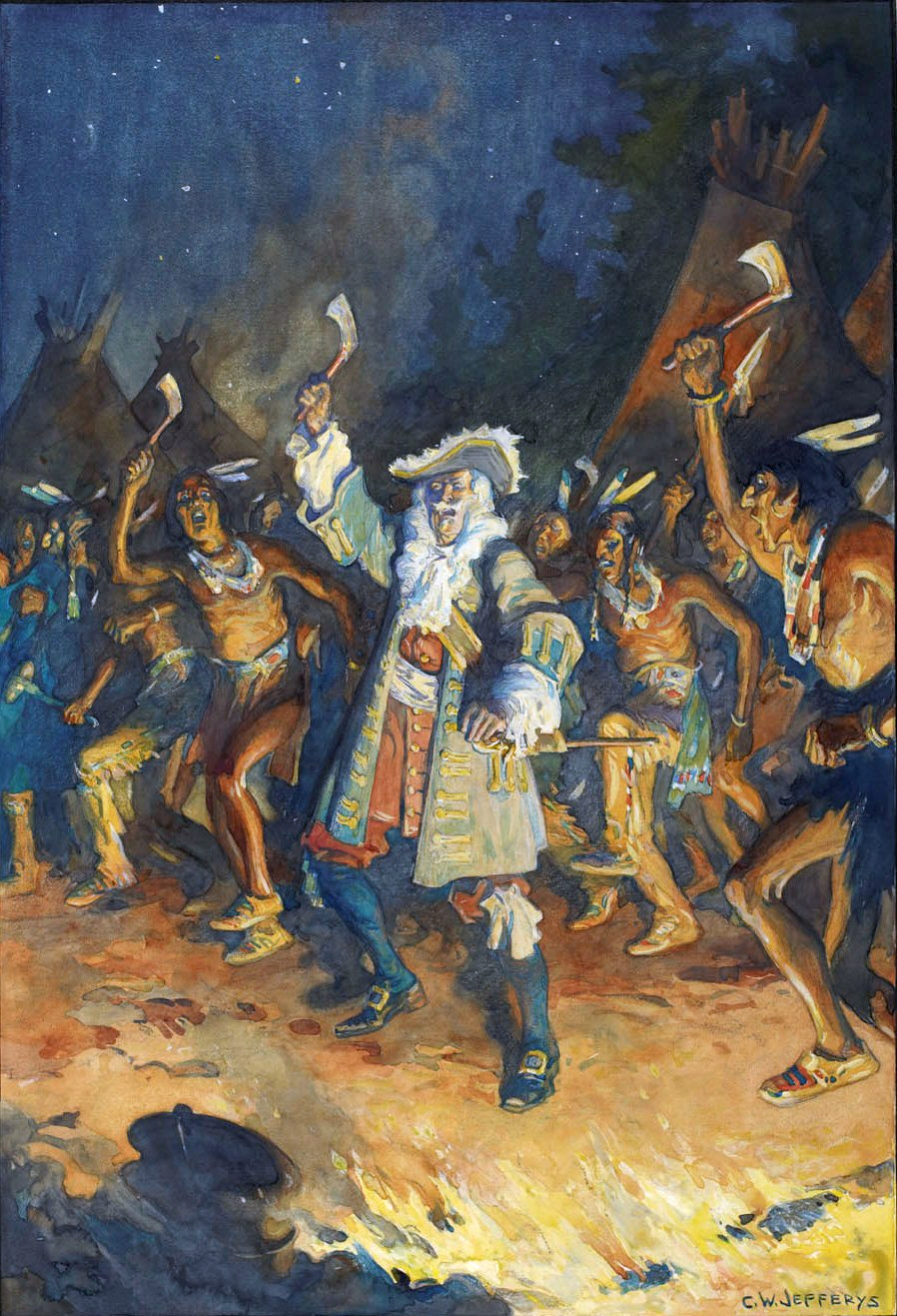
Frontenac con indiani, dipinto di Charles William Jefferys, 1691.

Il 7 aprile 1672 Louis de Bouade ottenne dal re l'incarico di Governatore generale della Nuova Francia. Il 28 giugno s'imbarcò, senza la moglie, dal porto di La Rochelle. In quest'epoca la Nuova Francia veniva gestita come una provincia metropolitana. Frontenac, in qualità di governatore, aveva potere assoluto in materia sulle questioni militari e di veto sulle decisioni degli altri funzionari. La partenza dell'intendente Jean Talon nel novembre 1672 gli diede ulteriori poteri.
L'impresa più gloriosa ebbe luogo all'inizio del mandato di Frontenac: si trattava dell'esplorazione del fiume Mississippi grazie a Louis Jolliet e Jacques Marquette. Poi venne costruito Fort Frontenac sul Lago Ontario. Frontenac nominò La Valière comandante dell'Acadia. Riuscì a mantenere la pace con gli inglesi e gli irochesi. Trovatosi spesso in contrasto con le autorità locali, nel 1682 venne richiamato in Francia.
Dopo un interregno di sette anni, Frontenac ritornò in Nordamerica nel 1689 e dovette fare fronte agli inglesi e agli irochesi, diventati sempre più aggressivi. Fece rioccupare Fort Frontenac e fortificare Québec e Montreal. Nel 1690 ci fu un attacco degli inglesi, comandati dall'ammiraglio William Phips, via terra e via mare, contro la Nuova Francia. La flotta di Phips risalì il San Lorenzo con lo scopo di assediare Québec. Frontenac organizzò la difesa e la resistenza. Phips, il 16 ottobre, inviò un delegato per dare a Frontenac un ultimatum, ma quest'ultimo lo respinse. Il giorno dopo arrivarono i rinforzi da Montreal, al comando di Hector de Callière. Il 18 ottobre iniziò l'assedio da parte degli inglesi: esso durò tre giorni, ma fu un fallimento e l'armata di Phips dovette abbandonare la Nuova Francia. Questa vittoria fece aumentare notevolmente il prestigio di Frontenac
Negli anni successivi continuarono gli assalti degli inglesi e degli irochesi. Intanto Frontenac promosse l'insediamento di nuovi forti ad occidente, incoraggiando i coureurs de bois di commerciare con gli amerindiani delle pianure. Nel 1697 venne firmata la pace tra la Francia e Inghilterra. L'anno successivo Frontenac si ammalò gravemente e poco dopo morì.